# Liste der Kulturgüter in Massagno
Die Liste der Kulturgüter in Massagno enthält alle Objekte in der Gemeinde Massagno im Kanton Tessin, die gemäss der Haager Konvention zum Schutz von Kulturgut bei bewaffneten Konflikten, dem Bundesgesetz vom 20. Juni 2014 über den Schutz der Kulturgüter bei bewaffneten Konflikten sowie der Verordnung vom 29. Oktober 2014 über den Schutz der Kulturgüter bei bewaffneten Konflikten unter Schutz stehen.
Objekte der Kategorie A sind vollständig in der Liste enthalten, Objekte der Kategorie B sind im Gemeindegebiet nicht ausgewiesen, Objekte der Kategorie C fehlen zurzeit (Stand: 1. Januar 2023).

## Kulturgüter
| Foto |                                                                                                   | Objekt                                                                              | Kat. | Typ | Standort                           | Beschreibung                                                    |
| ---- | ------------------------------------------------------------------------------------------------- | ----------------------------------------------------------------------------------- | ---- | --- | ---------------------------------- | --------------------------------------------------------------- |
| ja   | Datei hochladen · Wikidata zu Mehrfamilienhaus Albairone (Q29527367)                              | Casa Albairone KGS-Nr.: 09146                                                       | A    | G   | Via Ceresio 5–9 716389 / 96349     | Architekt: Peppo Brivio, Ingenieur und Bauherr: Alessandro Rima |
| BW   | Datei hochladen · Wikidata zu Associazione Archivi Riuniti delle Donne Ticino (AARDT) (Q27485077) | Vereinigtes Frauenarchiv Tessin / Archivi riuniti delle donne Ticino KGS-Nr.: 08975 | B    | S   | Via San Salvatore 3 716716 / 96774 |                                                                 |